# Peter Joseph Connors
Peter Joseph Connors (Mordialloc, Victoria, Austrália, 6 de março de 1937) é o Bispo Emérito de Ballarat.
Peter Joseph Connors nasceu como o filho mais velho de Walter e Isa Connors e frequentou a Saint Mary's School em Lancefield e o Assumption College em Kilmore. Depois de se formar na escola, ele estudou teologia e filosofia católica no Corpus Christi College em Werribee e Glen Waverley.
Foi ordenado sacerdote em 23 de julho de 1961 pelo arcebispo de Melbourne, Justin Daniel Simonds. Ele então trabalhou em vários lugares como capelão no cuidado pastoral até 1968, por ex. em Frankston, Kyneton e East St Kilda.
A partir de 1968 completou estudos de pós-graduação em direito canônico em Roma e em 1972 recebeu seu doutorado na Pontifícia Universidade Urbaniana. Em 1972, foi nomeado secretário do Tribunal Eclesiástico de Casamento de Victoria e Tasmânia. Em 1974 tornou-se Secretário Episcopal do Arcebispo Thomas Francis Little e em 1976 Vigário Geral da Arquidiocese de Melbourne.
Em 30 de março de 1987, o Papa João Paulo II o nomeou Bispo Titular de Temuniana e Bispo Auxiliar de Melbourne. O arcebispo de Melbourne, Thomas Francis Little, doou-lhe a ordenação episcopal em 21 de maio do mesmo ano; Os co-consagradores foram Ronald Austin Mulkearns, Bispo de Ballarat, e Joseph Peter O'Connell, Bispo Auxiliar de Melbourne. 
Foi nomeado Bispo de Ballarat em 30 de maio de 1997 e empossado em 23 de julho do mesmo ano.
Papa Bento XVI aceitou sua renúncia em 1º de agosto de 2012 por motivos de idade.